# Yukino Yukinoshita
Yukino Yukinoshita (雪ノ下 雪乃 Yukinoshita Yukino) ist ein fiktiver Charakter aus der Romanreihe Yahari Ore no Seishun Love Come wa Machigatteiru. des japanischen Autoren Wataru Watari. Sie ist neben Hachiman Hikigaya und Yui Yuigahama ein Hauptcharakter des Light-Novel-Zyklus, sowie deren Manga-, Anime- und Videospiel-Ableger.

## Entstehung
Ihren ersten Auftritt hatte Yukino Yukinoshita in der Romanreihe Yahari Ore no Seishun Love Come wa Machigatteiru., kurz OreGairu, des Autors Wataru Watari, die zwischen dem 18. März 2011 und 20. April 2021 erschien. Ihr Charakterdesign wurde vom Illustrator Ponkan⑧ entworfen. Mit der Ankündigung der Produktion einer Anime-Fernsehserie wurde ihr Aussehen von Yū Shindō entworfen.

## Einordnung in der Romanreihe
Yukino ist eine Schülerin an der Sobu-Oberschule, wo sie die Klasse 2J besucht. Bis zur Ankunft Hachimans in den Dienstleistungsklub der Schule, welcher anderen Schülern in Not aushilft, war sie das einzige Klubmitglied. Sie ist die jüngste Tochter einer wohlhabenden Familie.
Als Kind besuchte sie eine Grundschule in den Vereinigten Staaten, wo sie von ihren Mitschülern gehänselt wurde. Nach ihrer Zeit an der Grundschule zog sie zurück nach Japan und besuchte dort mehrere Mittelschulen, da sich hier die Hänseleien – initiiert von ihren Mitschülerinnen – fortsetzten. In der Romanreihe wird angedeutet, dass sie in ihrer Vergangenheit belästigende Kettennachrichten erhielt, wodurch sie eine Abneigung gegen diejenigen, die ihr diese Nachrichten schickten, entwickelt hat, welche darin ausgeufert ist, dass sie die Überzeugung vertritt, wonach derartige Menschen „eliminiert“ werden sollten.
Bei einem Verkehrsunfall, in welchem Hachiman Hikigaya – welcher den Hund seiner Mitschülerin Yui Yuigahama vor dem Überfahrenwerden rettete – saß Yukino auf dem Rücksitz und vermeidet es seither, über diesen Vorfall zu sprechen.

## Persönlichkeit
Yukino ist ein hübsches Mädchen und genoss in der Vergangenheit eine hohe Beliebtheit bei Jungen, was ihre Mitschülerinnen ärgerte und diese unter anderem deswegen hänselten. Sie hat einen kalten, abweisenden Charakter, weswegen sie von ihren Mitschülern „Eiskönigin“ genannt wird. Auch Hachiman Hikigaya gegenüber verhält sie sich zunächst abweisend, öffnet sich diesem aber im Laufe der Handlung. Gegenüber ihrer Mitschülerin Yui fühlte Yukino anfangs eine gewisse Feindseligkeit, werden aber später beste Freundinnen.
Ihre ältere Schwester Haruno sorgt sich um sie und macht Hachiman auf ihre Sorgen aufmerksam. Auch ist es Haruno, die ihn aufzeigt, dass die Freundschaft zwischen Yukino, Yui und ihn nicht auf Vertrauen, sondern auf eine gegenseitige Abhängigkeit fußt. Yukino neigte schon in ihrer Vergangenheit dazu, sich zu sehr auf andere zu verlassen, ohne sich dies anmerken zu lassen.
Sie hat einen übermäßigen Stolz, ist talentiert, sportlich und intelligent. Allerdings neigt sie dazu unverblümt die Fehler ihrer Mitschüler ohne zu zögern mitzuteilen. Auch wenn sie unfreundlich und distanziert wirkt, versucht sie, andere Menschen besser zu verstehen und kann auf ihre Art auch Freundlichkeit gegenüber ihren Mitschülern zeigen. Darüber hinaus besitzt Yukino einen großen Siegeswillen, welcher sich darin äußert, dass sie sich in jeden Wettbewerb voll reinhängt, um diese zu gewinnen. Ihr Antrieb ist der Wunsch, ihre ältere Schwester, die sie auf der einen Seite bewundert und sich anderseits ihr gegenüber abweisend verhält, übertreffen zu können.
Obwohl sie scheinbar ausgeglichen und distanziert wirkt, ist sie ein großer Fan von Pan-san, einer Panda-Figur. Auch mag sie Katzen und katzenähnliche Dinge.

## Synchronsprecher
Yukino Yukinoshita wird in der Originalfassung der Anime-Fernsehserie von Saori Hayami gesprochen. In der englischsprachigen Synchronfassung spricht Melissa Molano ihren Charakter. Alice Bauer spricht Yukino in der deutschen Synchronfassung.

## Yukino Yukinoshita in den japanischen Musikcharts
Yukino Yukinoshita und Yui Yuigahama sangen alle drei Abspanntitel zur Anime-Fernsehserie. Alle drei Stücke erreichten eine Platzierung in den japanischen Singlecharts, die von Oricon ermittelt werden: Hello Alone, welches im Abspann der ersten Staffel zu hören ist, positionierte sich auf Platz 29 und hielt sich insgesamt acht Wochen in den Charts auf. Der Titel im Abspann zur zweiten Staffel, Everyday World erreichte mit Platz 17 seine Höchstposition und verblieb insgesamt sieben Wochen in der Bestenliste. Das 2020 veröffentlichte Diamond no Jundo, der Abspanntitel zur dritten Staffel, schaffte es auf den achten Platz und war insgesamt zwölf Wochen in den Singlecharts vertreten.

## Bekanntheit
Nutzer der chinesischen Streamingplattform Bilibili wählten im Jahr 2020 die 100 beliebtesten Charaktere des vergangenen Jahres. In der Bestenliste wurde sie auf Platz zehn gewählt, noch vor Hachiman Hikagaya (Platz 16) und Yui Yuigahara (Platz 63), den weiteren Hauptcharakteren der Romanreihe.
Bei den siebten Anime Trending Awards, einem Publikumspreis, wurde Yukino Yukinoshita auf Platz vier der besten weiblichen Charaktere des Jahres und gemeinsam mit Hachiman Hikigaya auf Platz zwei in der Kategorie „Paar des Jahres“ gewählt. Bei den 2015 verliehenen Newtype Awards gewann Yukino Yukinoshita in der Kategorie „Bester weiblicher Charakter“. Im gleichen Jahr wurde sie in der Bestenliste Kono Light Novel ga Sugoi! auf Platz eins gelistet. Im darauffolgenden Jahr landete Yukino Yukinoshita auf dem zweiten Platz. Darüber hinaus war sie in den Jahren von 2016 bis 2018 in dem Ranking vertreten.